# Bethel (Alaska)
Pour les articles homonymes, voir Bethel.
Bethel est une ville d'Alaska aux États-Unis située dans la région de recensement de Bethel, sur la côte ouest de l'état, à 547 km d'Anchorage. Sa population était estimée à 6 378 habitants en 2016. C'est le port principal de la rivière Kuskokwim, et elle représente le centre administratif de la région du delta du Yukon-Kuskokwim.

## Histoire
Son nom yupik, Mamterillermiut, et signifie l'endroit où l'on fume les poissons. C'était un comptoir de commerce pendant tout le dix-neuvième siècle, sa population était de 41 habitants en 1880. Une communauté de Frères moraves y avait établi une mission en 1885, ainsi que l'Église orthodoxe russe et une poste y a été établie dès 1905.

## Géographie
Accessible seulement par la mer, le fleuve ou les airs, Bethel est située à l'intérieur du refuge faunique national du delta du Yukon.

### Climat
Bethel est dans une zone de climat subarctique avec des hivers longs et très froids, et une courte période estivale aux températures plus douces variant de −14,1 °C en janvier à 13,3 °C en juillet. Les températures extrêmes sont de −44 °C en hiver et de 32 °C en été.
| Mois                                  | jan.     | fév.     | mars     | avril    | mai      | juin    | jui.    | août    | sep.    | oct.     | nov.     | déc.     | année    |
| ------------------------------------- | -------- | -------- | -------- | -------- | -------- | ------- | ------- | ------- | ------- | -------- | -------- | -------- | -------- |
| Température minimale moyenne (°C)     | −17,2    | −14,2    | −13,9    | −6       | 1,2      | 7       | 9,4     | 8,5     | 4,1     | −3,1     | −10,7    | −15,7    | −4,2     |
| Température moyenne (°C)              | −13,9    | −10,4    | −9,7     | −1,7     | 6,1      | 11,8    | 13,5    | 12,2    | 7,8     | 0,1      | −7,5     | −12,2    | −0,3     |
| Température maximale moyenne (°C)     | −10,8    | −6,6     | −5,6     | 2,7      | 11,1     | 16,7    | 17,6    | 15,8    | 11,5    | 3,3      | −4,3     | −8,7     | 3,6      |
| Record de froid (°C) date du record   | −47 1947 | −43 1947 | −41 1956 | −35 1956 | −21 1949 | −2 1962 | −1 1934 | −2 1984 | −8 1970 | −21 2001 | −35 1939 | −42 1948 | −47 1947 |
| Record de chaleur (°C) date du record | 9 1942   | 11 1927  | 12 1934  | 17 2016  | 27 1993  | 32 1926 | 32 2019 | 31 2003 | 24 1935 | 18 1954  | 16 1936  | 9 2007   | 32 1926  |
| Précipitations (mm)                   | 19,6     | 22,1     | 18,5     | 19,8     | 30,7     | 45      | 65      | 85,3    | 73,2    | 46,7     | 45,5     | 26,9     | 498,3    |
| dont neige (cm)                       | 24       | 18       | 21       | 14       | 5,3      | 0       | 0       | 0       | 1,5     | 11       | 33       | 29       | 157      |
| Nombre de jours avec précipitations   | 9,2      | 10       | 8,6      | 9,5      | 12       | 12,9    | 16,2    | 18,1    | 16,6    | 13,3     | 13,7     | 10,9     | 151      |
| Humidité relative (%)                 | 76,2     | 73,1     | 77,8     | 79,7     | 76,2     | 75,9    | 80,4    | 84,6    | 83,3    | 83,7     | 81,6     | 76,5     | 79,1     |
| Nombre de jours avec neige            | 9,4      | 8        | 8,8      | 7,2      | 2,7      | 0,1     | 0       | 0       | 0,6     | 5,8      | 11,5     | 10,5     | 64,6     |

## Transports et économie

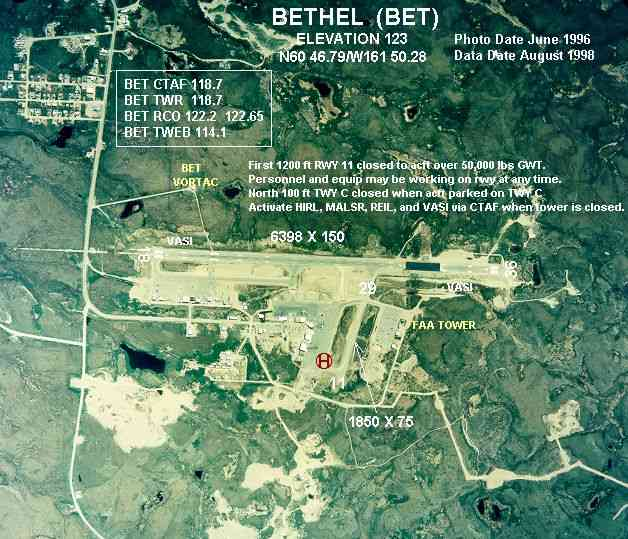
Aéroport de Bethel

L'aéroport de Bethel a une importante activité dans le transport des voyageurs et des marchandises, d'autant plus qu'il n'y a pas de route pour relier la ville au reste de l'état, à laquelle s'ajoute l'activité des hydravions sur la rivière Kuskokwim
Le port de Bethel est le port le plus au nord des États-Unis, tandis que beaucoup de transports se font par voie fluviale en été pour ravitailler les populations locales. De nombreux taxis circulent en ville pour les déplacements des habitants.
Autour de Bethel le réseau de route fait seulement 26 km de long. Des pistes de glace, en hiver, permettent de relier les différents villages de la communauté en fonction des conditions atmosphériques.
La ville de Bethel accueille le centre correctionnel de Yukon Kuskokwim, d'une capacité de 207 détenus, hommes et femmes, dont une écrasante majorité d'Autochtones d'Alaska.
Bethel possède une centrale thermique pour l'alimentation en énergie de la ville, une station de télévision, deux stations de radio, et deux journaux locaux.

## Démographie
| Groupe                           | Bethel | Alaska | États-Unis |
| -------------------------------- | ------ | ------ | ---------- |
| Autochtones d'Alaska             | 65,0   | 14,8   | 0,9        |
| Blancs                           | 23,3   | 66,7   | 72,4       |
| Métis                            | 7,3    | 7,3    | 2,9        |
| Asiatiques                       | 2,5    | 5,4    | 4,8        |
| Autres                           | 0,6    | 1,6    | 6,2        |
| Afro-Américains                  | 0,9    | 3,3    | 12,6       |
| Océaniens                        | 0,4    | 1,1    | 0,2        |
| Total                            | 100    | 100    | 100        |
|                                  |        |        |            |
| Hispaniques et Latino-Américains | 2,2    | 5,5    | 16,7       |

En 2010, la population autochtone est principalement composée de Yupiks (46,7 % de la population de la ville) et d'Iñupiat (3,5 %). La population asiatique est quant à elle majoritairement composée de Coréano-Américains (2,0 % de la population), alors que la population hispanique et latino comprend essentiellement des Mexicano-Américains (1,3 % de la population).
Selon l'American Community Survey, pour la période 2011-2015, 60,72 % de la population âgée de plus de 5 ans déclare parler l'anglais à la maison, 32,33 % déclare parler une langue indigène d'Alaska (principalement le yupik de l'Alaska central), 1,51 % le coréen, 1,37 % l'espagnol, 0,69 % le khmer et 3,38 % une autre langue.
| 1880 | 1890 | 1910 | 1920 | 1930 | 1940 | 1950 | 1960  |
| ---- | ---- | ---- | ---- | ---- | ---- | ---- | ----- |
| 29   | 20   | 110  | 221  | 278  | 376  | 651  | 1 258 |

| 1970  | 1980  | 1990  | 2000  | 2010  | - | - | - |
| ----- | ----- | ----- | ----- | ----- | - | - | - |
| 2 416 | 3 576 | 4 674 | 5 471 | 6 080 | - | - | - |

## Activités
La ville de Bethel est à mi-distance du trajet de la course de traîneaux à chiens appelée la Kuskokwim 300, qui se déroule au mois de janvier depuis 1980. D'autres activités s'y déroulent comme le ski, le kayak, la chasse et la pêche ainsi qu'un festival de danse folklorique : Cama-i.